# 雲林県立斗六野球場
雲林県立斗六野球場（うんりんけんりつとろくやきゅうじょう、繁体字：雲林縣立斗六棒球場）は、中華民国（台湾）雲林県斗六市にある野球場。WBSCプレミア12やアジアウインターベースボールリーグ等、野球の国際大会の会場として利用されている。

## 概要
2004年5月に起工し、8億台湾元の建設費で2005年9月11日に開場した。当初、朱丹湾地区にあることから「朱丹灣棒球場」と命名されたが、市の名称である「斗六」との知名度を考慮し現在の名称に変更された。台湾で開催される野球の国際大会で利用され、2012年からアジアウインターベースボールリーグの会場となっている。

## 施設概要
- 所在地：雲林県斗六市明德北路二段82號
- オープン：2005年9月11日
- 収容人数：15,000人（内野10,000席、外野5,000席）
- 球場面積：74.700m2
- 両翼：100.6 m、中堅：121.9 m
- グラウンド：天然芝

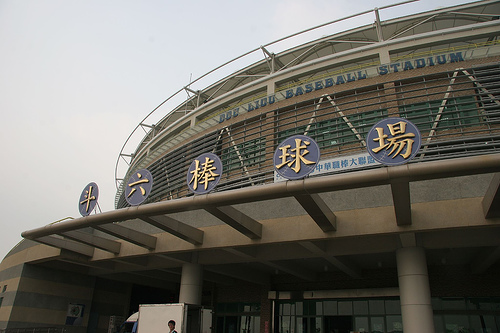
メインゲート
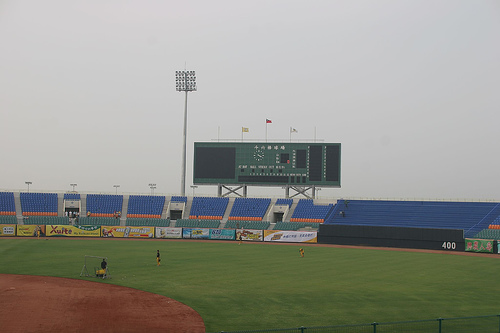
フィールド
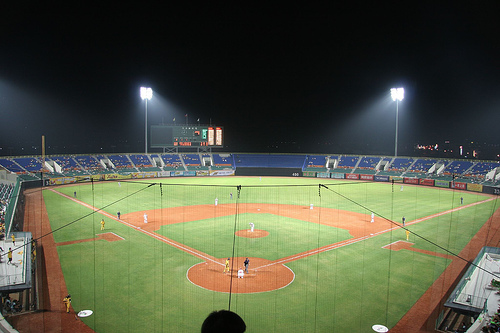
フィールド（ナイター）
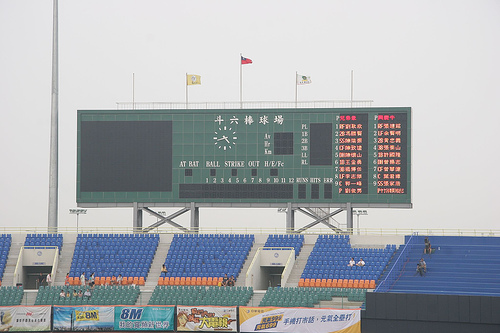
スコアボード
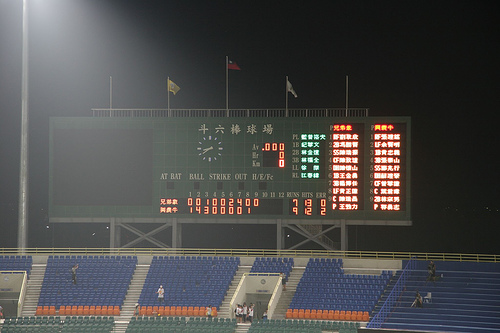
スコアボード（ナイター）